# Jakob Raschauer
Jakob Raschauer OSA (* 1431 in Neunburg vorm Wald; † 10. November 1497) war ein deutscher Bischof und Weihbischof in Eichstätt.
Raschauer wurde 1458 zum Priester für den Augustinerorden geweiht und wurde am 28. Juli 1486 zum Titularbischof von Microcomien und Weihbischof in Eichstätt ernannt. Er assistierte bei der Weihe von Heinrich Groß von Trockau, Ruprecht II. von Pfalz-Simmern und Gabriel von Eyb.